# 蔡特洛夫斯
蔡特洛夫斯是德国巴伐利亚州的一个市镇。总面积40.92平方公里，总人口2100人，其中男性1051人，女性1049人（2011年12月31日），人口密度51人/平方公里。